# Menieborsthoningzuiger
De menieborsthoningzuiger (Cinnyris nectarinioides; synoniem: Nectarinia nectarinioides) is een zangvogel uit de familie Nectariniidae (honingzuigers).

## Verspreiding en leefgebied
Deze soort telt 2 ondersoorten:
- C. n. erlangeri: zuidoostelijk Ethiopië, zuidelijk Somalië en noordoostelijk Kenia.
- C. n. nectarinioides: zuidoostelijk Kenia en noordoostelijk Tanzania.